# Peggy Vidot
Peggy Antoinette Vidot (nascida em 1958–59) é uma enfermeira e parteira das Seychelles. Desde 3 de novembro de 2020, ela actua como Ministra da Saúde.

## Biografia
Vidot é parteira registada da Luton and Dunstable School of Midwifery e enfermeira registada da Escola de Enfermagem de Bath. Ela formou-se com mestrado em gestão de serviços de saúde pela Universidade de Manchester.
Em 1977, ela começou a sua carreira como instrutora de enfermagem na Escola de Enfermagem das Seychelles. Em 2003, ela foi nomeada Conselheira de Saúde do Secretariado da Commonwealth em Londres. Após o seu regresso às Seychelles em 2012, foi nomeada Conselheira Especial do Ministro da Saúde e serviu até 2016.
Vidot é a presidente do Conselho Nacional da SIDA em Seychelles, e foi uma defensora da mudança dos métodos de tratamento do HIV de médicos para enfermeiras e parteiras para melhor combater a doença em África. A fim de permitir a mudança, ela iniciou o African Health Profession Regulatory Collaborative (ARC) juntamente com Patricia Riley do CDC, como uma estrutura para fortalecer a educação em enfermagem e obstetrícia. Em 2011, o ARC foi estabelecido e foi implementado em 17 nações em 2016.
Em 29 de outubro de 2020, Vidot foi eleita Ministro da Saúde, sucedendo a Jean-Paul Adam.